# Raphicerus sharpei
Raphicère de Sharpe, Grysbok de Sharpe
Espèce
Statut de conservation UICN

 LC  : Préoccupation mineure

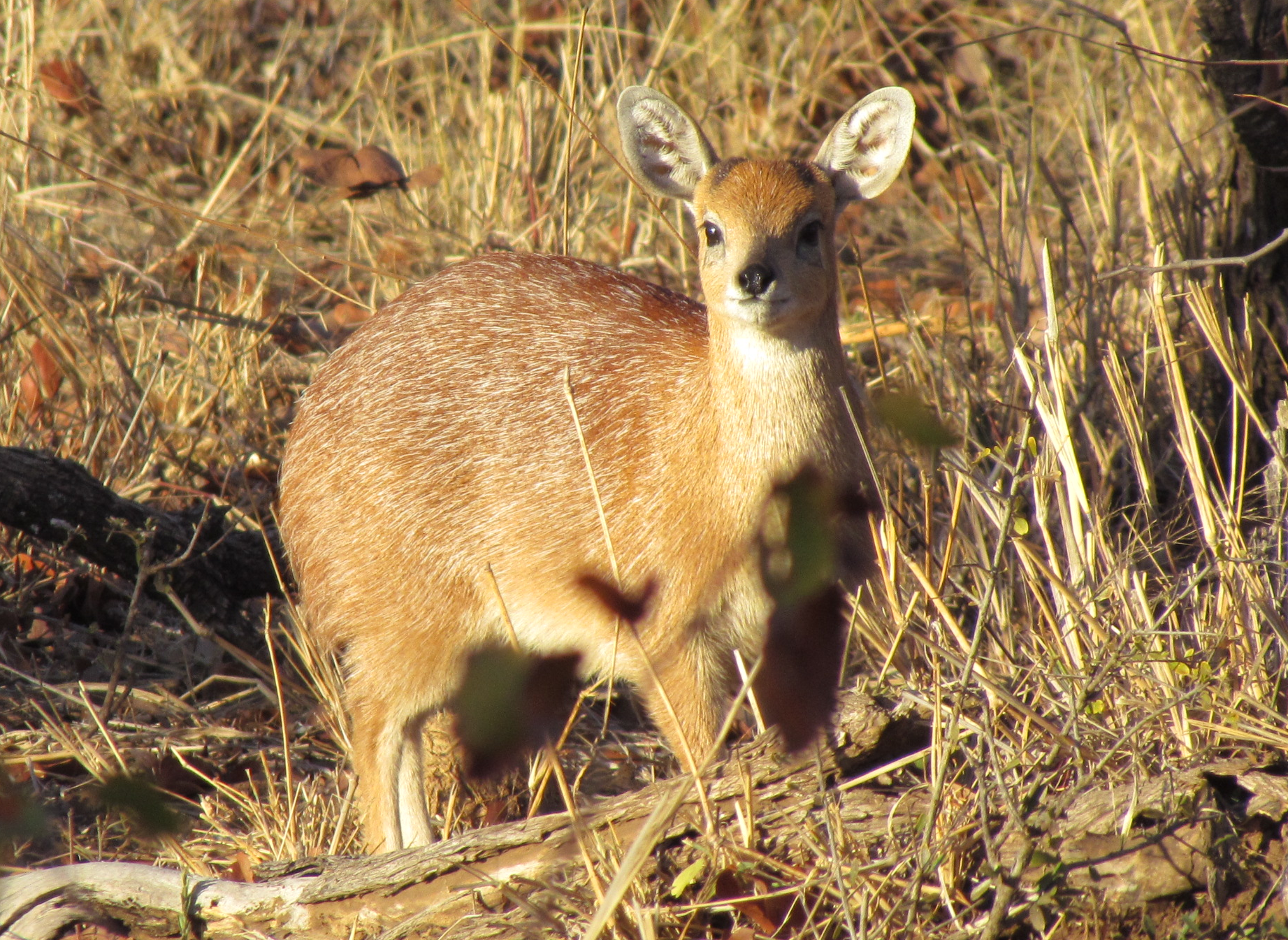
R. sharpei

Le raphicère de Sharpe ou Grysbok de Sharpe (Raphicerus sharpei) est une espèce d'antilope qui se rencontre dans le sud de l'Afrique.

## Description

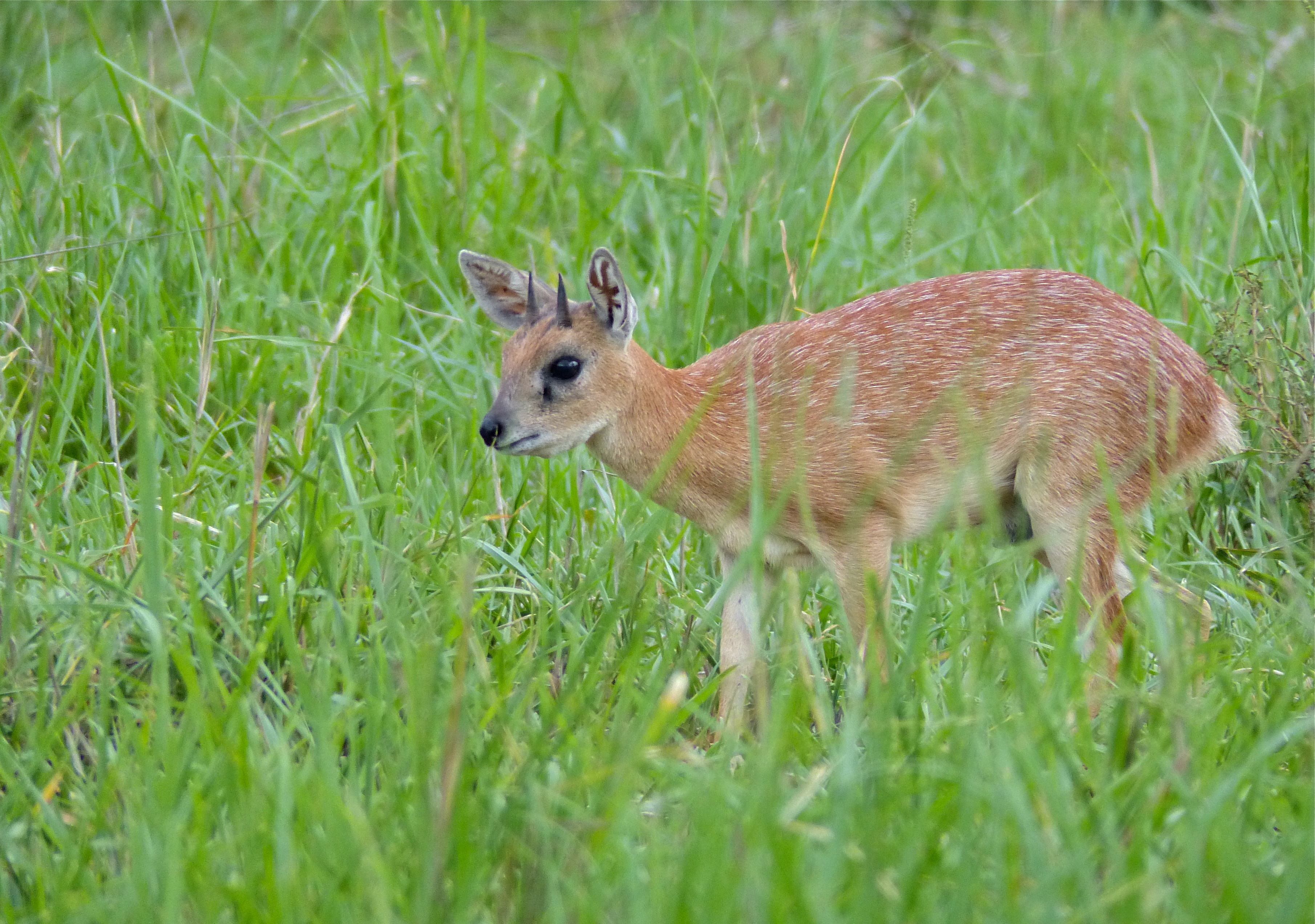
Mâle
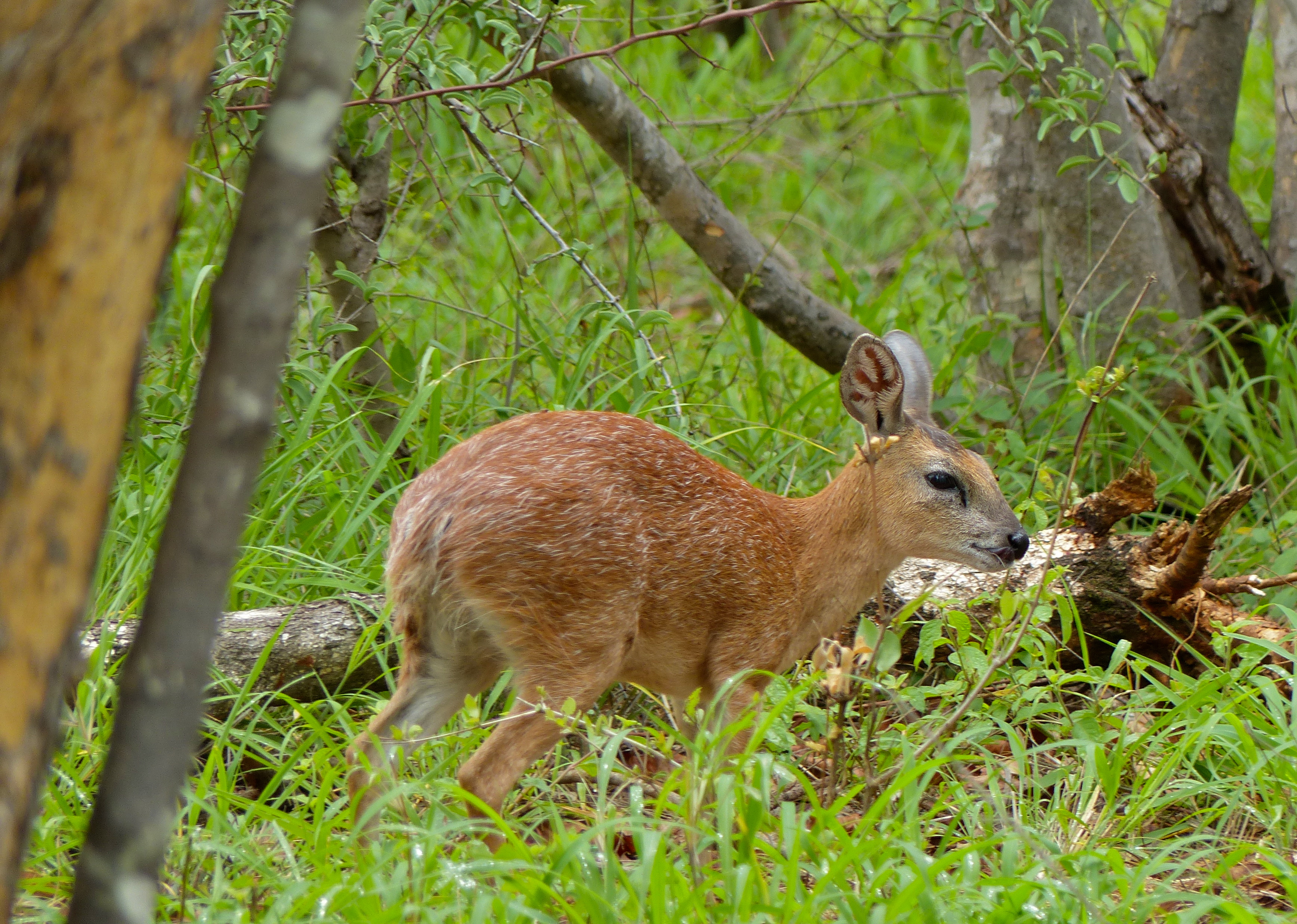
Femelle